# Çağla Büyükakçay
Çağla Büyükakçay (ˈtʃajla byjyˈkaktʃaj; * 28. September 1989 in Adana) ist eine türkische Tennisspielerin.

## Karriere
Büyükakçay spielt überwiegend auf dem ITF Women’s Circuit, wo sie bisher 12 Titel im Einzel und 15 im Doppel gewann. Zudem gewann sie 2009 und 2013 den Tenniswettbewerb der Mittelmeerspiele.
Büyükakçay spielte 2010 bei den US Open als erste türkische Spielerin die Qualifikation für ein Grand-Slam-Turnier. Am 24. April 2016 besiegte sie im Finale von Istanbul Danka Kovinić mit 3:6, 6:2 und 6:3. Sie gewann damit als erste türkische Spielerin ein WTA-Turnier und erreichte Position 82 der Weltrangliste. Im Juli verbesserte sie sich noch einmal bis auf Position 67, nachdem sie sich nach 20 vergeblichen Versuchen (dreimal fehlte ihr nur noch ein Sieg zum Einzug ins Hauptfeld) bei den French Open erstmals für ein Grand-Slam-Turnier hatte qualifizieren können (das Aus kam in Runde zwei); für Wimbledon war sie direkt qualifiziert, scheiterte aber bereits in Runde eins.
Im April 2004 trat sie in Marsa gegen Rumänien erstmals für die Türkei im Fed Cup an. Inzwischen hat sie bereits 73 Fed-Cup-Partien bestritten, bei denen sie 41 Siege feiern konnte.
Am 3. August 2021 wurde bei Büyükakçay ein routinemäßiger Dopingtest durchgeführt, der positiv ausfiel; in ihrem Blut wurde die Substanz Ractopamin nachgewiesen. Am 4. November 2021 wurde sie von der ITF vorübergehend suspendiert.

## Turniersiege

### Einzel
| Nr. | Datum              | Turnier      | Kategorie         | Belag             | Finalgegnerin       | Ergebnis       |
| --- | ------------------ | ------------ | ----------------- | ----------------- | ------------------- | -------------- |
| 1.  | 3. Juni 2007       | Istanbul     | ITF $10.000       | Hartplatz         | Ria Dörnemann       | 6:4, 6:3       |
| 2.  | 8. August 2008     | Gaziantep    | ITF $10.000       | Hartplatz         | Pemra Özgen         | 7:5, 6:4       |
| 3.  | 30. Juni 2009      | Istanbul     | ITF $10.000       | Hartplatz         | Galina Fokina       | 6:2, 6:3       |
| 4.  | 9. Mai 2010        | Charkiw      | ITF $25.000       | Hartplatz         | Natallja Orlowa     | 6:4, 6:1       |
| 5.  | 11. Juli 2010      | Valladolid   | ITF $25.000       | Hartplatz         | Zhang Ling          | 7:62, 6:3      |
| 6.  | 5. April 2014      | Edgbaston    | ITF $25.000       | Hartplatz (Halle) | Pauline Parmentier  | 6:4, 2:6, 6:2  |
| 7.  | 12. September 2015 | Batumi       | ITF $25.000       | Hartplatz         | Aljona Tarassowa    | 6:2, 6:0       |
| 8.  | 14. November 2015  | Dubai        | ITF $75.000       | Hartplatz         | Klára Koukalová     | 6:74, 6:4, 6:4 |
| 9.  | 24. April 2016     | Istanbul     | WTA International | Sand              | Danka Kovinić       | 3:6, 6:2, 6:3  |
| 10. | 3. Juni 2018       | Grado        | ITF $25.000       | Sand              | Martina Di Giuseppe | 6:2, 6:2       |
| 11. | 25. August 2019    | Braunschweig | ITF W25           | Sand              | Katharina Gerlach   | 6:4, 6:2       |
| 12. | 14. August 2022    | Radom        | ITF W25           | Sand              | Wera Lapko          | 4:1 Aufgabe    |
| 13. | 11. Dezember 2022  | Monastir     | ITF W25           | Hartplatz         | Lea Bošković        | 7:5, 0:6, 6:2  |

### Doppel
| Nr. | Datum              | Turnier      | Kategorie   | Belag             | Partnerin           | Finalgegnerinnen                           | Ergebnis         |
| --- | ------------------ | ------------ | ----------- | ----------------- | ------------------- | ------------------------------------------ | ---------------- |
| 1.  | 21. Mai 2006       | Antalya      | ITF $10.000 | Hartplatz         | Alena Bajartschyk   | Galina Semenova Tatsiana Teterina          | 6:3, 7:63        |
| 2.  | 2. Juni 2007       | Istanbul     | ITF $10.000 | Hartplatz         | Ria Dörnemann       | Maja Kambić Awgusta Zybyschewa             | 6:2, 6:4         |
| 3.  | 31. Mai 2008       | Gaziantep    | ITF $10.000 | Hartplatz         | Pemra Özgen         | Wolha Duko Ana Jikia                       | 2:0 Aufgabe      |
| 4.  | 7. Juni 2008       | Izmir        | ITF $10.000 | Hartplatz         | Pemra Özgen         | Emilia Arnaudovska Julijana Umanets        | 6:2, 6:0         |
| 5.  | 6. Dezember 2008   | Vinaròs      | ITF $10.000 | Sand              | Lucia Sainz-Pelegri | Yera Campos Molina Leticia Costas-Moreira  | 6:4, 3:6, [10:7] |
| 6.  | 18. April 2009     | Antalya      | ITF $10.000 | Hartplatz         | Pemra Özgen         | Tetjana Arefjewa Anastassija Lytowtschenko | 6:4, 6:2         |
| 7.  | 17. Oktober 2009   | Antalya      | ITF $10.000 | Sand              | Albina Xabibulina   | Amanda Carreras Valentina Confalonieri     | 2:6, 7:5, [10:7] |
| 8.  | 24. Oktober 2011   | Netanja      | ITF $25.000 | Hartplatz         | Pemra Özgen         | Nicole Clerico Julia Glushko               | 7:5, 6:3         |
| 9.  | 29. Oktober 2012   | Istanbul     | ITF $25.000 | Hartplatz (Halle) | Pemra Özgen         | Nigina Abduraimova Xenija Palkina          | 6:2, 6:1         |
| 10. | 21. September 2013 | Shrewsbury   | ITF $25.000 | Hartplatz (Halle) | Pemra Özgen         | Samantha Murray Jade Windley               | 4:6, 6:4, [10:8] |
| 11. | 28. September 2013 | Loughborough | ITF $25.000 | Hartplatz (Halle) | Pemra Özgen         | Magda Linette Tereza Smitková              | 6:2, 5:7, [10:6] |
| 12. | 1. November 2013   | Istanbul     | ITF $25.000 | Hartplatz (Halle) | Pemra Özgen         | Sopia Schapatawa Anastasija Wassyljewa     | 6:3, 6:2         |
| 13. | 21. Dezember 2013  | Ankara       | ITF $50.000 | Hartplatz (Halle) | Julija Bejhelsymer  | Eleni Daniilidou Aleksandra Krunić         | 6:3, 6:3         |
| 14. | 14. November 2015  | Dubai        | ITF $75.000 | Hartplatz         | Maria Sakkari       | Elise Mertens İpek Soylu                   | 7:66, 6:4        |
| 15. | 23. Januar 2021    | Fudschaira   | ITF W25     | Hartplatz         | Viktorija Golubic   | Liang En-shuo You Xiaodi                   | 5:7, 6:4, [10:4] |

## Abschneiden bei Grand-Slam-Turnieren

### Einzel
| Turnier         | 2010 | 2011 | 2012 | 2013 | 2014 | 2015 | 2016 | 2017 | 2018 | 2019 | 2020  | 2021 | Karriere |
| --------------- | ---- | ---- | ---- | ---- | ---- | ---- | ---- | ---- | ---- | ---- | ----- | ---- | -------- |
| Australian Open | –    | Q2   | Q1   | Q3   | Q1   | Q3   | Q1   | 1    | Q1   | –    | –     | Q2   | 1        |
| French Open     | –    | Q1   | –    | Q2   | Q3   | Q1   | Q3   | 2    | Q1   | –    | Q2    | Q2   | 2        |
| Wimbledon       | –    | Q1   | Q1   | Q2   | Q1   | Q1   | 1    | Q2   | Q1   | Q1   | n. a. | Q1   | 1        |
| US Open         | Q1   | Q2   | Q2   | Q2   | Q2   | Q1   | 2    | Q2   | Q1   | –    | –     |      | 2        |

Zeichenerklärung: S = Turniersieg; F, HF, VF, AF = Einzug ins Finale / Halbfinale / Viertelfinale / Achtelfinale; 1, 2, 3 = Ausscheiden in der 1. / 2. / 3. Hauptrunde; Q1, Q2, Q3 = Ausscheiden in der 1. / 2. / 3. Runde der Qualifikation; n. a. = nicht ausgetragen